# Znieczulenie
Znieczulenie, anestezja (gr. αν- an- “bez” + αἲσθησις aisthesis “zmysłu”) – zjawisko przerwania przewodzenia impulsów nerwowych aferentnych z komórek receptorowych oraz eferentnych do komórek efektorowych pozwalający na bezpieczne i bezbolesne przeprowadzenie pacjenta przez czas operacji lub innego, potencjalnie bolesnego lub nieprzyjemnego zabiegu medycznego. W przeciwieństwie do analgezji blokuje przewodzenie wszystkich impulsów w obie strony.
Specjalność lekarska zajmująca się znieczuleniami to anestezjologia.

## Rodzaje znieczulenia
W zależności od metody wyróżnia się:
- analgosedację
- znieczulenie ogólne (tzw. narkoza lub uśpienie)
- znieczulenie regionalne
  - znieczulenie miejscowe
    - Znieczulenie powierzchowne
    - Znieczulenie nasiękowe

  - blokady centralne
    - znieczulenie podpajęczynówkowe (rdzeniowe)
    - znieczulenie zewnątrzoponowe
    - znieczulenie ogonowe

  - blokady obwodowe
    - blokada przykręgowa
    - blokady nerwów obwodowych

  - blokady specjalne
- znieczulenie kombinowane, zawierające elementy kilku rodzajów znieczulenia.

## Historia
W starożytności pierwsze znieczulenia sporządzano z ziół takich jak opium czy marihuana. Dopiero w XIX wieku zaczęto przeprowadzać badania nad efektywnymi środkami znieczulającymi. W 1800 roku brytyjscy chemicy Humphry Davy i Thomas Beddoes stwierdzili znieczulające właściwości podtlenku azotu (tzw. "gazu rozweselającego"), jednak w tamtych czasach był jedynie wykorzystywany do rozrywek. Pierwszym, który wykorzystał go do znieczulenia był amerykański dentysta Horace Wells. W 1844 użył on podtlenku azotu podczas ekstrakcji zęba, lecz ponieważ pacjent był młodym, dobrze zbudowanym mężczyzną, nie było ono całkowicie skuteczne i pacjent krzyczał (później przyznał, że nie z bólu, a szoku), co wpłynęło na negatywny odbiór metody.
Kolejnym znaczącym środkiem znieczulającym jest chloroform, odkryty w 1831 roku. Jego skuteczność została potwierdzona dopiero w 1847. Zyskał popularność do tego stopnia, że 1853 roku wykorzystano go do uśpienia Wiktorii Hanowerskiej podczas porodu księcia Leopolda.
Pierwszą skuteczną operację pod narkozą na polu bitwy przeprowadził w roku 1847 rosyjski chirurg Nikołaj Pirogow.

## Znieczulenie ogólne
Przeczytaj ostrzeżenie dotyczące informacji medycznych i pokrewnych zamieszczonych w Wikipedii.